# Demos Malavasi (1912-1943)
Demos Malavasi (Novi di Modena, 2 novembre 1912 – Maranello, 9 settembre 1943) è stato un operaio e partigiano italiano.
Primo caduto della Resistenza modenese, venne definito da Oreste Gelmini come "una delle più lumininose figure dell'antifascismo modenese", omonimo e concittadino di un altro eroe della Resistenza.

## Biografia
Attivo, durante il regime fascista, nell'organizzazione comunista clandestina nella zona tra Novi di Modena e Carpi (entrando in contatto con il gruppo di Oreste Gelmini), non aveva ancora vent'anni quando fu arrestato per la prima volta nel settembre 1931. Deferito al Tribunale speciale per la difesa dello Stato, Demos Malavasi fu condannato con sentenza n. 8 del 24 febbraio 1932 ad un anno e mezzo di reclusione. Uscito dal carcere, il giovane operaio riprese l'attività antifascista sino a che non fu di nuovo arrestato nel 1935.
La seconda condanna, giunta con sentenza n. 13 del 15 febbraio 1936, fu ancora più pesante: quattordici anni di reclusione. Malavasi, scontata una parte della pena, uscì dalla prigione per amnistia, durante i 45 giorni badogliani. Ma non poté tornare a casa: invece di essere liberato, infatti, fu confinato a Ventotene, dove si trovava un altro antifascista modenese, Mario Ricci, e dove restò sino alla caduta del fascismo.
Il 29 agosto 1943, dopo sei soli giorni dal ritorno dal confino, il giovane operaio dovette di nuovo lasciare la sua casa perché richiamato alle armi. L'armistizio dell'8 settembre sorprese così Malavasi in una caserma di Maranello, dove si trovava anche  Mario Ricci, che sarebbe poi stato conosciuto come il leggendario "comandante Armando", medaglia d'oro al valor militare.
Intorno alle tre del mattino del 9 settembre, un reparto di soldati nazisti (sicuramente lì indirizzato dai fascisti locali), si presentò al portone della camerata del 36º Reggimento fanteria, chiedendo soltanto dei militari Malavasi e Ricci. I due presero la fuga, ma mentre Ricci riuscì ad eclissarsi, Demos fu abbattuto con una raffica.
La salma del giovane fu trasportata da amici a Novi di Modena, ma non nella casa dell'operaio antifascista dove stava, malata e inconsapevole, la madre di Demos. L'11 settembre una folla incalcolabile partecipò ai funerali del primo caduto della Resistenza modenese.